# Уотсон, Грэм
Грэм Уотсон (23 марта 1956, Ротсей) — шотландский политик, член британской партии либеральных демократов. С 1994 по 2014 годы представлял в Европарламенте альянс либералов и демократов за Европу, был главой парламентской фракции в 2002—2009 г.г.

## Биография
Грэм Уотсон родился на отдалённом шотландском острове Бьют в семье военного моряка и школьной учительницы. Он был старшим из шести детей. Образование получил в частном пансионе на юге Англии. Вернувшись в Шотландию, поступил в Университет Хериота-Уатта, расположенный в Эдинбурге. В 1979 году сдал экзамен на степень бакалавра словесности и занялся преподавательской работой.
С 1972 года Грэм Уотсон участвует в деятельности политически ориентированной организации «Молодые либералы Шотландии». В 1977 году он становится её вице-президентом, а в 1979 году — генеральным секретарём. Он создаёт Европейский молодёжный форум для обсуждения наиболее важных тем, касающихся юных поколений граждан ЕС.
После выборов в Европейский парламент в 1994 году Грэм Уотсон становится лидером новой общеевропейской партии «Альянс либералов и демократов за Европу» Он включается в работу парламентских комитетов по экономике, промышленности и бюджету. В 2002 году его избирают руководителем фракции либералов и демократов в Европарламенте. Оставив этот пост в 2009 году (ему на смену пришёл Ги Верхофстадт), Грэм Уотсон сосредоточился на внешнеполитическом парламентском комитете, развивающим отношения с Индией и Китаем. 
Проиграв выборы в Европейский парламент в 2014 году, Грэм Уотсон был назначен британским правительством в международный комитет по европейским делам при палате Лордов, так как уже в 2011 году ему было даровано звание Рыцаря Британской империи.
В 2019 году подписал «Открытое письмо против политических репрессий в России».
Выдвигается на выборах в Европарламент 2024 по северо-восточной Италии от Соединённых штатов Европы.

## Внешние ссылки
- Graham Watson MEP, official site
- MEP Profile of Graham Watson (недоступная ссылка), European Parliament
- Biographical details: Graham Watson MEP, ALDE
- Graham Watson Profile, UK Liberal Democrats